# Jaime King
Jaime King (Omaha, Nebraska, 23 de abril de 1979) es una actriz y modelo estadounidense. Considerada por la revista Complex «una de las más originales modelos convertidas en actriz», trabajó en, entre otras revistas de moda, Vogue, Mademoiselle y Harper's Bazaar. Posteriormente, consiguió pequeños papeles en películas. Su primera aparición cinematográfica fue en Pearl Harbor (2001), mientras que el primer papel importante fue en Bulletproof Monk (2003). Ha aparecido como principal en otras películas, ganando más popularidad en Sin City como Goldie y Wendy en 2005. En 2019 interpretó el papel principal en la serie de televisión Black Summer.

## Biografía
Nacida en Omaha (Nebraska), la nombraron en honor al personaje protagonista de la serie de televisión The Bionic Woman, Jaime Sommers. Tiene una hermana mayor y un hermano menor. Sus padres, Robert y Nancy, trabajaban juntos alquilando departamentos a personas de bajos recursos y se separaron, en buenos términos, cuando King era adolescente. Su madre había tenido experiencia en concursos de belleza en el pasado. A los doce años, leyendo revistas como Harper's Bazaar y Vogue, King se interesó en los diseñadores y las modelos. Su oportunidad de ser parte del medio se dio en noviembre de 1993, cuando el agente Michael Flutie la observó en un desfile de graduación orquestado por Nancy Bound's Studios, una escuela de modelaje de Omaha. Aun así, la idea de King siempre fue pasarse en algún momento a la actuación, escritura o dirección cinematográfica.
En busca de oportunidades de modelaje, se mudó a Nueva York en 1993, al principio acompañada por su madre, pero cuando esta regresó la joven se hospedó en casa de un editor de Harper's Bazaar. Al inicio de su carrera, fue víctima de abusos sexuales, que comenzaron cuando tenía doce años. Como parte de Company Management, se cambió el nombre a «James» —un apodo de la infancia dado por sus padres—, porque la agencia ya representaba a alguien que se llamaba igual, Jaime Rishar. En virtud del potencial que tenía su trayectoria profesional, en 1994 dejó los estudios, una decisión que no estaba bien vista en la industria de la moda pero que era frecuente. Pronto, captó la atención de la prensa; modeló en Europa; fue fotografiada por artistas de renombre como Ellen von Unwerth, Francesco Scavullo o Arthur Elgort; y ganó grandes cantidades de dinero. El 4 de febrero de 1996, salió en la portada de The New York Times Magazine. Sobre toda esta etapa, más adelante reflexionaría: 

La exposición a tan temprana edad me confundía, porque la seguridad en mí misma que proyectaba en el exterior contrastaba con la profunda vulnerabilidad que sentía por dentro. Sabía que viajar por el mundo y trabajar con personas a quienes admiraba era una gran oportunidad, pero a veces dudaba de si estaba lista para todo ello. Con el tiempo, aprendí a sobrellevar esas complejidades, aceptando tanto los privilegios como los desafíos que me dio el éxito cuando era joven.

A pesar de su corta edad, posó desnuda para la edición italiana de Vogue y, a los catorce años, consumió heroína por primera vez, por ofrecimiento de un fotógrafo asistente. Fruto de esa ocasión, desarrolló drogadicción, al igual que su pareja de entonces, el fotógrafo Davide Sorrenti, que murió a los veinte años a causa del consumo. Esto fue un muy cubierto por la prensa, al punto de que el presidente, Bill Clinton, los usó de ejemplos trágicos del movimiento «Heroin chic». Después de la muerte de Sorrenti, King comenzó a sufrir de ataques de pánico y consiguió la sobriedad tras ingresar a rehabilitación. Decidida a enfocarse en la actuación, a los dieciocho años abandonó el modelaje. No obstante, posteriormente emprendió trabajos esporádicos, por ejemplo, portavoz para una campaña de anuncios de alto perfil para Revlon en 2004.

## Papeles en cine y televisión

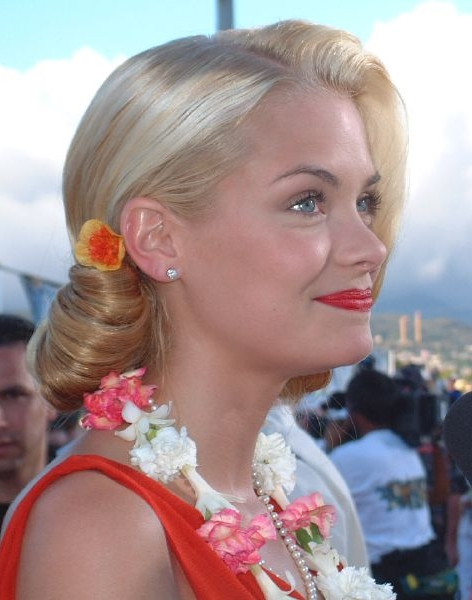
King en el estreno en Hawái de Pearl Harbor, mayo de 2001

En 2009 fue elegida para interpretar a Sarah Palmer en My Bloody Valentine, remake de la película homónima de 1981. También participó en la segunda temporada de la serie televisiva Scream Queens de la cadena VH1, junto a Tim Sullivan y John Homa.
En 2011 participa en la serie Hart of Dixie con uno de los papeles principales. En el 2012 apareció en el vídeo musical de la cantante Lana Del Rey "Summertime Sadness". También protagonizó el videoclip "Bury me alive" de la banda We Are the Fallen.

## Vida personal
En enero de 2005, mientras trabajaba en el plató de Fanboys, conoció a su futuro esposo, Kyle Newman, el director de la película. Después de tres años saliendo, se mudaron juntos. Newman le propuso matrimonio en la primavera de 2007 y se casaron el 23 de noviembre de ese año, en una ceremonia «íntima y relajada» en Los Ángeles en Greystone Park y Manor, donde Newman le había propuesto matrimonio. Tienen dos hijos: James y Leo.
King solicitó el divorcio en mayo de 2020, a lo que Newman demandó la custodia total de los niños, alegando que la actriz había recaído en el alcohol y las drogas. Aunque en primera instancia King negó las acusaciones, a inicios de 2025 un juez le dio la tenencia a Newman y le ordenó a King someterse a un programa de rehabilitación durante seis meses, tiempo en el que podría visitar a sus hijos tres veces por semana, bajo supervisión.
A King le encanta surfear y es amiga de numerosos músicos. En una entrevista publicada en 1996, King, después de retirarse como modelo, sugirió que planeaba ser escritora o fotógrafa. Vive en Los Ángeles.

## Filmografía
| Año  | Título                  | Personaje             | Observaciones              |
| ---- | ----------------------- | --------------------- | -------------------------- |
| 2001 | Happy Campers           | Pixel                 | Acreditada como James King |
| 2001 | Blow                    | Kristina Jung         | Acreditada como James King |
| 2001 | Pearl Harbor            | Enfermera Betty Bayer | Acreditada como James King |
| 2002 | Four Faces of God       | Sam Giller            |                            |
| 2002 | Slackers                | Angela Patton         | Acreditada como James King |
| 2002 | Lone Star State of Mind | Baby                  |                            |
| 2003 | Bulletproof Monk        | Jade Aiberg           |                            |
| 2004 | White Chicks            | Heather Vandergeld    |                            |
| 2005 | Pretty Persuasion       | Kathy Joyce           |                            |
| 2005 | Sin City                | Goldie/Wendy          |                            |
| 2005 | Two for the Money       | Alexandria            |                            |
| 2005 | Cheaper by the Dozen 2  | Anne Murtaugh         |                            |
| 2006 | The Alibi               | Heather Brigston      |                            |
| 2006 | True True Lie           | Nathalie Richie       |                            |
| 2007 | They Wait               | Sarah                 |                            |
| 2007 | The Tripper             | Samantha              |                            |
| 2008 | The Spirit              | Lorelei Rox           |                            |
| 2009 | My Bloody Valentine 3D  | Sarah Palmer          |                            |
| 2009 | Fanboys                 | Amber Tayron          |                            |
| 2010 | The Pardon              | Tony Jo Henry         |                            |
| 2010 | A Fork in the Road      | April Rogers          |                            |
| 2010 | Waiting for Forever     | Susan Donner          |                            |
| 2011 | Mother's Day            | Beth                  |                            |
| 2012 | Silent Night            | Aubrey Bradimore      |                            |
| 2016 | The Mistletoe Promise   |                       |                            |
| 2018 | Escape Plan 2: Hades    | Abigail Ross          |                            |
| 2021 | Out of Death            | Shannon Mathers       |                            |

| Año       | Título                    | Personaje                       | Observaciones                                              |
| --------- | ------------------------- | ------------------------------- | ---------------------------------------------------------- |
| 2005      | The O.C.                  | Mary-Sue                        | Episodio «The Return of the Nana»                          |
| 2005–2006 | Kitchen Confidential      | Tanya                           | 13 episodios                                               |
| 2006–2007 | The Class                 | Palmer Wyland                   | 6 episodios                                                |
| 2008–2009 | Gary Unmarried            | Vanessa Flood                   | 13 episodios                                               |
| 2009–2014 | Star Wars: The Clone Wars | Aurra Sing / Sacerdotisa / Luce | 9 episodios                                                |
| 2009      | Scream Queens 2           | Ella misma                      | Toda la temporada                                          |
| 2010      | My Generation             | Jacqueline Vachs                | 5 episodios                                                |
| 2011      | Love Bites                | Amanda Clodes                   | Episodio «Modern Plagues»                                  |
| 2011–2015 | Hart of Dixie             | Lemon Breeland                  | Personaje principal                                        |
| 2014      | Comedy Bang! Bang!        | Sheila Linter                   | Episodio «Dane Cook Wears a Black Blazer & Tailored Pants» |
| 2019–2021 | Black Summer              | Rose                            | Principal                                                  |